# Lewis Clareburt
Lewis Clareburt, né le 4 juillet 1999, est un nageur néo-zélandais spécialiste des épreuves de quatre nages.

## Carrière sportive
Lors des championnats du monde 2024 à Doha, Clareburt est sacré champion du monde du 400m quatre nages devenant ainsi le premier nageur de son pays a remporter un titre planétaire. 

## Palmarès

### Championnats du monde

#### Grand bassin
- Championnats du monde de natation 2024 à Doha 
  -  Médaille d'or du 400 m quatre nages

- Championnats du monde de natation 2019 à Gwangju 
  -  Médaille de bronze du 400 m quatre nages

### Jeux du Commonwealth
- Jeux du Commonwealth  de 2022 à Birmingham 
  -  Médaille d'or du 400 m quatre nages
  -  Médaille d'or du 200 m papillon
  -  Médaille de bronze du 200 m quatre nages

- Jeux du Commonwealth  de 2018 à Gold Coast 
  -  Médaille de bronze du 400 m quatre nages